# Hugo Stoltzenberg
Hugo Gustav Adolf Stoltzenberg (né le 27 avril 1883 à Strengen – mort le 14 janvier 1974) est un chimiste allemand. Il a notamment développé des armes chimiques pour la branche clandestine liée à la guerre chimique du gouvernement allemand du début des années 1920.
Stoltzenberg a été un proche collaborateur de Fritz Haber. Ils ont travaillé ensemble sur l'importation de matériel et la construction d'installations permettant la fabrication d'armes chimiques. Ils ont ainsi participé notamment à la Fabrica Nacional de Productos Quimicos à La Marañosa, près de Madrid.

## Jeunesse et formation
Stoltzenberg naît le 27 avril 1883 à Strengen, près de Landeck (Tyrol). Son père, Karl Theodor Stoltzenberg (1854–1893), est un ingénieur.
Il fréquente des écoles de Vienne, Leipzig et East Cambridge (en) avant de terminer son Abitur en 1904 à Francfort-sur-l'Oder. De 1905 à 1907, à Halle, il étudie le droit, les mathématiques, puis finalement la chimie. En 1907, il passe un an à Gießen. Il revient ensuite à Halle, où il est assistant de Daniel Vorländer jusqu'en 1910. En 1911, il devient assistant de Heinrich Biltz à Breslau et rencontre la chimiste Margarete Bergius, sœur de Friedrich Bergius. Ils se marient en 1915.

## Première guerre mondiale
Stoltzenberg a joué un rôle déterminant lors de la deuxième bataille d'Ypres, en Belgique, où les Allemands ont utilisé pour la première fois du gaz empoisonné sur le front de l'Ouest. La première attaque au gaz (le chlore) a été effectuée contre des soldats canadiens ainsi que des troupes coloniales provenant d'Afrique française.
À cette époque, Stoltzenberg perd l’œil gauche à la suite de l'explosion accidentelle d'un cylindre de gaz de chlore.